# Martha Watts
Martha Hite Watts (Bardstown, 13 febbraio 1848 – Louisville, 30 dicembre 1909) è stata un'insegnante, educatrice e missionaria statunitense, di religione metodista.

## Biografia
Nacque nel Kentucky, dove frequentò la Louisville Normal School: divenne insegnante attorno al 1870, lavorando nelle scuole pubbliche. Unitasi alla Broadway Methodist Church nel 1874, fondò una classe della scuola domenicale. Nel 1881, dopo aver fatto domanda per il Women's Board of Foreign Missions, divenne la seconda donna statunitense a operare come missionaria e la prima metodista a essere inviata in Brasile.
Pur insediandosi a San Paolo, si propose di fondare una scuola a Piracicaba. Nel giro di pochi mesi aprì il Colégio Piracicabano, frequentato inizialmente da un solo studente, che venne affidato a un'insegnante belga, Marie Rennotte, nel 1882. Le due donne misero a punto un innovativo metodo di apprendimento, la cui offerta didattica comprendeva corsi di lingue, letteratura, matematica, filosofia e scienze. Sebbene criticata da settori conservatori della società e dalla Chiesa cattolica, la Watts trovò potenti sostenitori, inclusi importanti politici progressisti, che avevano abbracciato la causa dell'abolizionismo. Attorno al 1890 l'istituzione aveva ottenuto un ampio sostegno, il corpo studentesco era cresciuto notevolmente e i metodi didattici venivano imitati in altre scuole.
La Watts rimase al Colégio Piracicabano per 14 anni, dirigendolo più volte, dopodiché inaugurò altri istituti scolastici negli Stati Uniti e a Rio de Janeiro. Nel 1909, in condizioni di salute ormai precarie, lasciò definitivamente il Brasile per far ritorno nel Kentucky, dove morì alla fine di quello stesso anno.

## Omaggi
- Nel 1975 la prima scuola brasiliana da lei fondata fu trasformata nell'Università Metodista di Piracicaba[1]. In suo onore è intitolato un plesso dell'ateneo, così come il Centro Culturale di Piracicaba.[2]